# Intestino medio
El intestino medio es la porción del embrión del cual se desarrollan la mayoría de los  intestinos. Después de doblarse alrededor de la arteria mesentérica superior, se denomina "asa del intestino medio". Comprende la porción del canal alimentario desde el final del intestino anterior en la abertura del conducto biliar hasta el intestino grueso, alrededor de dos tercios del camino a través del colon transverso.

## En el embrión
En un embrión de 5 semanas encontramos al intestino suspendido de la pared abdominal dorsal a través del mesenterio corto y se comunica con el saco vitelino a través del conducto vitelino. El desarrollo del intestino medio deriva en la asa intestinal primaria. Durante ese desarrollo, el intestino medio humano experimenta una fase de crecimiento rápido en la que el asa del intestino medio se hernia fuera de la cavidad abdominal del feto y sobresale hacia el cordón umbilical. Esta hernia es fisiológica (ocurre normalmente).
Más adelante en el desarrollo, el cuerpo del feto alcanza el tamaño relativo del intestino medio y crea un espacio adecuado en la cavidad abdominal para que resida la totalidad del intestino medio. Los bucles del intestino medio se deslizan hacia atrás desde el cordón umbilical y la hernia fisiológica deja de existir. Este cambio coincide con la terminación del saco vitelino y la rotación en sentido contrario a las agujas del reloj de los dos miembros del asa del intestino medio alrededor de su eje central combinado.

## En el adulto

### Órganos del intestino medio en el adulto
- Duodeno (mitad distal de la 2ª parte, 3ª y 4ª partes)
- Yeyuno
- Íleon
- Ciego
- Apéndice
- Colon ascendente
- Flexura hepática del colon
- Colon transverso (dos tercios proximales)

### Vascularización, drenaje linfático e inervación
El suministro arterial al intestino medio proviene de la arteria mesentérica superior, una rama no emparejada de la aorta. El drenaje venoso es para el sistema venoso portal. La linfa del intestino medio drena a los ganglios mesentéricos superiores prevertebrales ubicados en el origen de la arteria mesentérica superior de la aorta. El drenaje del portal transporta todos los nutrientes no lipídicos de la digestión al hígado para su procesamiento y desintoxicación, mientras que el drenaje linfático lleva el quilo graso a la cisterna. La inervación autónoma del intestino medio proviene del plexo mesentérico superior.

## Importancia clínica
- La mala rotación del intestino medio durante el desarrollo puede provocar vólvulo.
- El dolor en el intestino medio se refiere a la región alrededor del ombligo.

Como se dijo, en el desarrolló un asa del intestino medio se hernia fuera de la cavidad abdominal en el cordón umbilical. Si esto persiste después del nacimiento, se llama onfalocele. En el onfalocele, hay un defecto en el desarrollo de la pared abdominal anterior.